# 1991 VK
1991 VK är en asteroid i huvudbältet som upptäcktes den 1 november 1991 av de båda amerikanska astronomerna Eleanor F. Helin och K. J. Lawrence vid Palomarobservatoriet.
Asteroiden har en diameter på ungefär 1 kilometer och den tillhör asteroidgruppen Apollo.